# David Maxwell Fyfe
David Patrick Maxwell Fyfe (Edinburgh, 29 mei 1900 – Withyham, 27 januari 1967) was een conservatief Engels staatsman, advocaat en rechter die een juridische carrière combineerde met zijn politieke ambities. Hij werd advocaat-generaal, procureur-generaal, minister van Binnenlandse Zaken en minister van Justitie van Groot-Brittannië.

## Biografie
Maxwell Fyfe was na de Tweede Wereldoorlog een van de aanklagers bij de Processen van Neurenberg en speelt een belangrijke rol bij de totstandkoming van het Europees Verdrag voor de Rechten van de Mens. Echter, hij was ook een controversieel  minister van Binnenlandse Zaken die weigerde om de terdoodveroordeling van Derek Bentley, op negentienjarige leeftijd medeplichtig aan het doden van een politieagent, ongedaan te maken. Bentley, die zwakbegaafd en analfabeet was,  zou uiteindelijk postuum in 1993 een gedeeltelijke en in 1998 volledige gratie krijgen. Maxwell Fyfe's politieke ambities zouden uiteindelijk Harold Macmillan's kabinetsherschikking in juli 1962 niet overleven. Maxwell Fyfe werd verheven in de adelstand, eerst als Bruggraaf van Kilmuir, daarna als Baron Fyfe van Dornoch en laatstelijk als Graaf van Kilmuir, bij zijn vertrek uit de politiek.

### Tweede Wereldoorlog
Na de Duitse bezetting van Tsjecho-Slowakije in maart 1939 besloot Maxwell Fyfe om zich aan te melden voor het leger. Na het uitbreken van de Tweede Wereldoorlog in september van dat jaar, werd hij gedetacheerd op het departement van de rechter advocaat-generaal, met de rang van majoor. Tijdens een luchtaanval in september 1940 raakt hij ernstig gewond. In mei 1941 werd hij plaatsvervangend voorzitter van een commissie in de conservatieve partij, die de komende naoorlogse problemen moest bestuderen. In juli 1943 werd Maxwell Fyfe voorzitter van de commissie.

### Neurenberg
In maart 1942 werd Maxwell Fyfe door Winston Churchill aangesteld als advocaat-generaal. Gelijktijdig werd hij toen geadeld en benoemd als Geheimraad. Met grote gedrevenheid werkte hij aan het vraagstuk hoe na de oorlog moest worden omgegaan met het mogelijk ter verantwoording roepen van het regime van Nazi-Duitsland. Als onderdeel van dit werk woonde hij op 8 April 1945 een Anglo-Amerikaanse conferentie bij over dit onderwerp. Na het einde van de oorlog was hij gedurende korte periode Procureur-generaal onder Churchill. Na de verkiezingen dat jaar werd hij vervangen door Hartley Shawcross die vervolgens de Britse hoofdaanklager werd bij de Processen van Neurenberg. Om zijn onpartijdigheid aan te geven stelde Shawcross vervolgens Maxwell Fyfe aan als zijn plaatsvervanger. Echter, Shawcross bevond zich tijdens de processen voornamelijk in Londen waar hij zich aan zijn politieke taken wijdde en had zelf een klein aandeel in de oorlogsprocessen.  Hij voerde slechts de openings- en afsluitende toespraken terwijl Maxwell Fyfe de dagelijkse taken op zich nam als advocaat, administrateur en huismeester van de gevangenis waar de oorlogsmisdadigers opgesloten zaten. Doorgaans blonk Maxwell Fyfe niet uit in zijn kruis-verhoren, echter zijn volhardende en methodische kruis-verhoren van Hermann Göring zijn wereldberoemd geworden.

### Rechten van de Mens
Maxwell Fyfe nam deel aan het Congres van Europa in Den Haag in 1948, waar de kiem werd gelegd voor het Europees Verdrag voor de Rechten van de Mens, en was samen met Pierre-Henri Teitgen een van de belangrijke bewerkstelligers van dit verdrag.

### Privéleven
Maxwell Fyfe was de zoon van een schoolonderwijzer. Hij trouwde in 1925 met Sylvia Harrison en had drie dochters van wie hij er één zou overleven. De acteur Rex Harrison was de broer van zijn echtgenote.